# Frida Eldebrink
Frida Eldebrink, född 4 januari 1988, är en svensk basketspelare i svenska landslaget som sedan maj  2020 spelar i den spanska klubben Bàsquet Girona. Under Europamästerskapet 2013 i Frankrike blev hon uttagen i det så kallade Europalaget.
Bland Eldebrinks övriga meriter finns en bronsmedalj vid basket-EM 2006 för U18 och ett VM-silver från U19 VM 2007. Vid U18-EM blev hon invald i All-Star Team. Vid U19-VM 2007 blev hon också utnämnd till turneringens mest värdefulle spelare. Hon fick april 2008 pris som årets spelare inom Damligan i basket.
Inför säsongen 2008/2009 skrev hon på för franska Tarbes, som spelade i den högsta franska basketligan. Hon spelade fransk mästerskapsfinal under sitt första proffsår. Hon var ligans fjärde bästa trepoängsskytt och låg på 43,7 procent.
Frida Eldebrink och Louice Halvarsson, som följts åt sedan barnsben i SBBK och som så sent som 2008 spelade SM-final tillsammans, återförenades 2010/2011 i den tjeckiska toppklubben Frisco Sika i Brno, där hon spelade mest av alla (37,7 minuter/match) i Euro-league. Hon skrev inför säsongen 2011/2012 på för största konkurrenten mästarklubben USK Prague.
Eldebrink spelade säsongen 2012/2013 i det franska mästarlaget CJM Bourges Basket.
Frida Eldebrinks far är spjutkastaren Kenth Eldebrink, och hennes farbror är ishockeyspelaren Anders Eldebrink. Hennes tvillingsyster Elin och äldre syster Sofia spelar också basket. 
Eldebrink är med i filmen DRIVE – När basket är som bäst, som släpptes på DVD i februari 2009.